# タコノキ属
タコノキ属もしくはパンダナス（Pandanus）は、単子葉植物の属の1つである。およそ600種が知られている。アジア、アフリカ、環太平洋の熱帯地域に広く分布する。

## 特徴
常緑の高木で、直立するか匍匐する。樹高は1mに満たないものから20mを超えるものまで様々であり、典型的には広い樹冠を持ち緩やかに成長する。幹は頑健で広く枝を伸ばし、幹の周囲には落葉の跡が多数残る。タコノキ属の樹木は厚い支柱根を持っており、これが葉や果実、枝の成長で重くなる木の上部を支えている。
葉は帯状で厚くて硬質、長さは種によって30cmから2mかもしくはそれ以上、幅も1.5cmから10cmと様々である。基部は茎を抱くように包んでおり、落葉すると茎に跡が残る。葉の主脈や周縁部には棘を生じる。
タコノキ属は雌雄異株であり、雄花・雌花はそれぞれ異なる個体に生じる。雄花は長さ 2 - 3cm で芳香があり、白色の細い総包に包まれる。雌の木はやはり苞葉に包まれた球果をつける。果実は球形で直径 10 - 12cm、多数の多角形の果実からなる集合果であり、パイナップルに似ている。外果皮は肉質、内果皮は繊維質。典型的には、果実は成熟するにつれ緑から明るいオレンジ色へと変化する。種によっては果実は食用になる。人間だけでなく、コウモリ・ネズミ・カニ・ゾウ・オオトカゲなど様々な生物が果実を食べる。しかし、タコノキ属の種子の分散はこれらの生物に依るものよりも、水に流されて運ばれることが主である。

## 主な種
| - Pandanus affinis - Pandanus aldabraensis H.St.John - Pandanus amaryllifolius ニオイタコノキ - Pandanus atrocarpus - Pandanus austrosinensis - Pandanus balfourii Martelli - Pandanus baptistii - Pandanus boninensis タコノキ - Pandanus butayei - Pandanus carmichaelii Vaughan & Wiehe - Pandanus clandestinus Stone - Pandanus conoideus Lam. "Red Fruit" - Pandanus copelandii - Pandanus corallinus - Pandanus decastigma Stone - Pandanus decipiens Martelli - Pandanus decumbens (Brongn.) Solms-Laub. - Pandanus dubius - Pandanus fascicularis - Pandanus furcatus - Pandanus graminifolius - Pandanus gressitii - Pandanus halleorum Stone - Pandanus humilis - Pandanus hornei Balf.F. - Pandanus joskei Home - Pandanus kajui H.Beentje - Pandanus labyrinthicus - Pandanus lacuum H.St.John | - Pandanus leram - Pandanus linguiformis - Pandanus luzonensis - Pandanus microcarpus Balf.f. - Pandanus multispicatus - Pandanus nepalensis - Pandanus odoratissimus L. f. アダン - Pandanus odoratus - Pandanus palustris - Pandanus papenooensis - Pandanus parvicentralis - Pandanus parvus - Pandanus petersii - Pandanus polycephalus - Pandanus punicularis - Pandanus pygmaeus - Pandanus pyramidalis - Pandanus sanderi - Pandanus sechellarum - Pandanus spiralis - Pandanus taveuniensis - Pandanus tectorius Parkinson ex Zucc."Hala Fruit" - Pandanus temehaniensis J.Moore - Pandanus teuszii Warburg - Pandanus thomensis Henriq. - Pandanus utilis アカタコノキ（別名ビヨウタコノキ） - Pandanus vandermeeschii - Pandanus veitchii Hort. Veitch ex Mast. & T.Moore - Pandanus verecundus Stone - Pandanus whitmeeanus |

## 利用

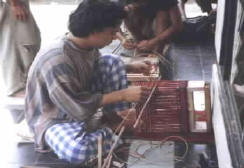
葉で細工をする人

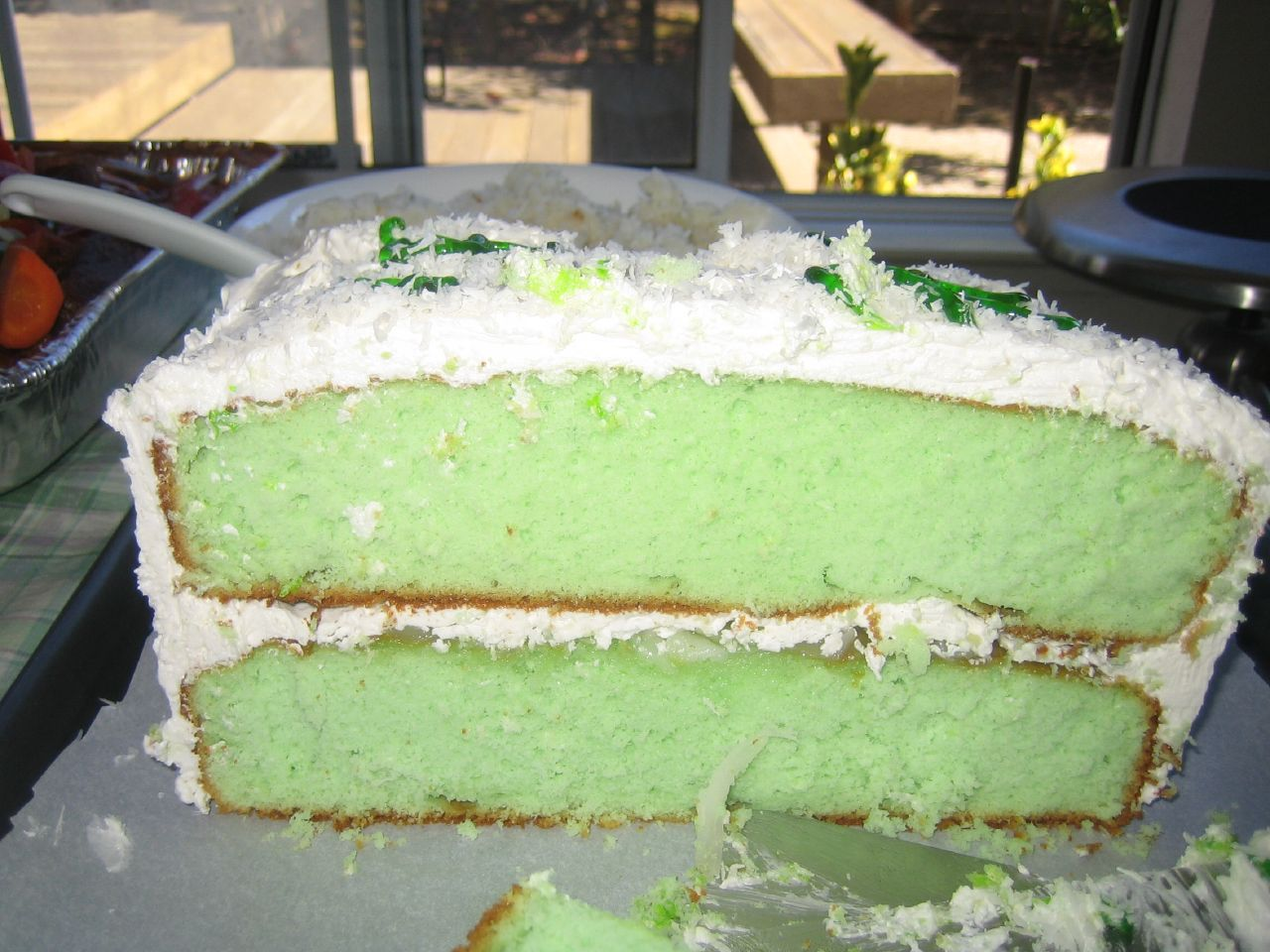
緑色のパンダンケーキ

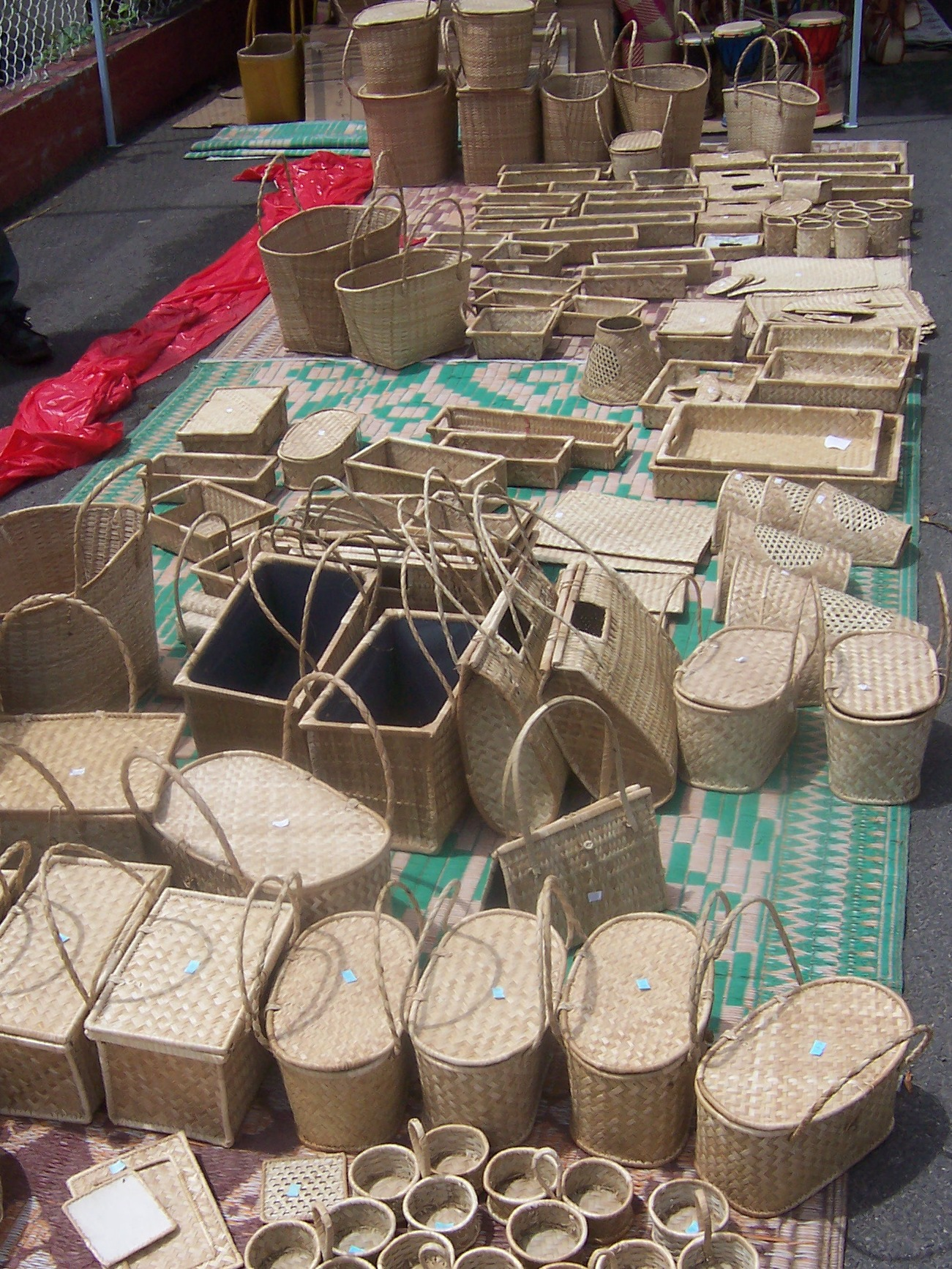
P. heterocarpus の繊維で編んだ籠

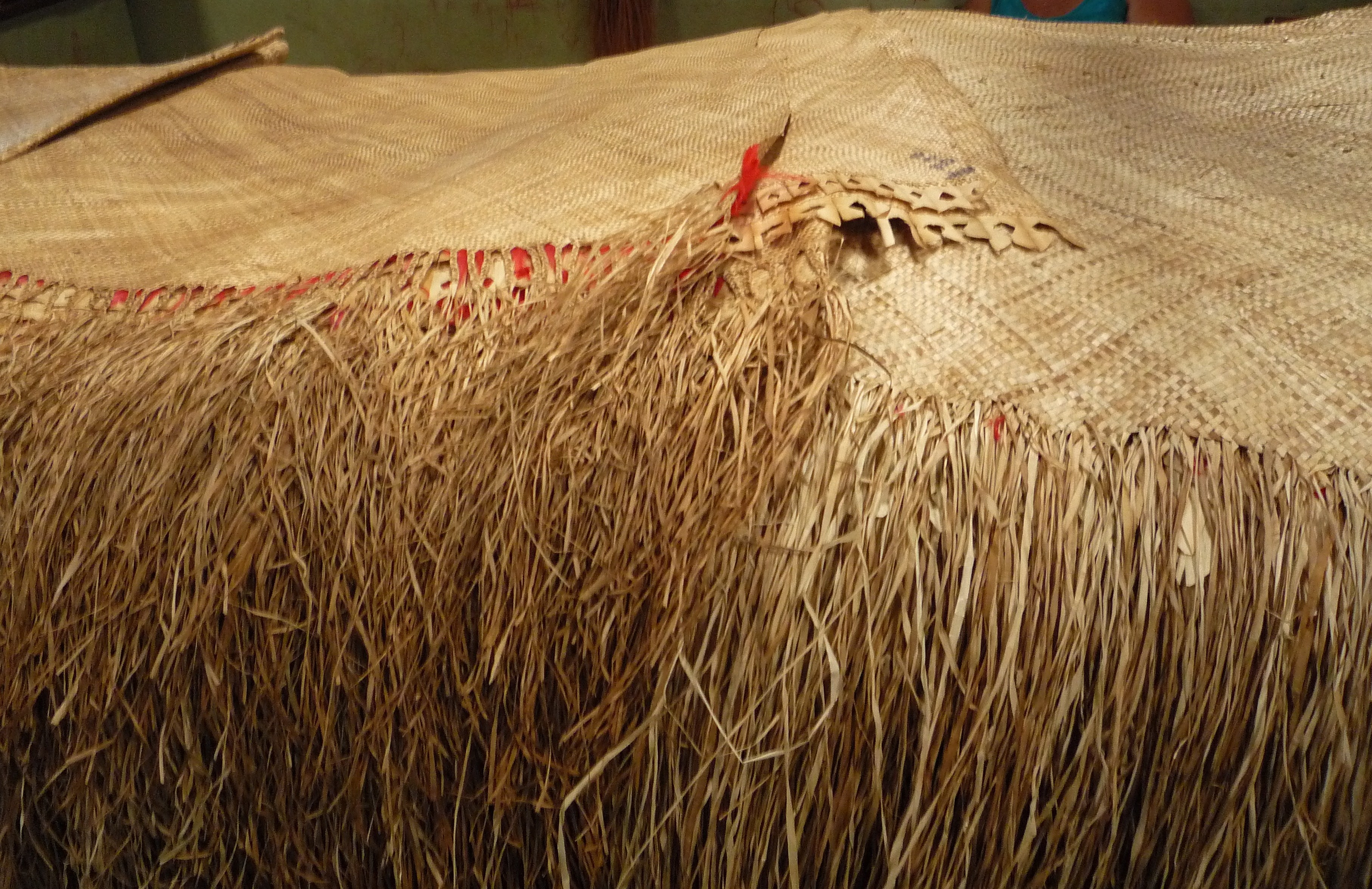
サモアの織物（‘ie toga）

タコノキ属の植物は、手工芸の素材として広く利用される。若い葉は切除しても再び生えるため、そのような葉が選んで採取される。葉は細いひも状に切って整えられ、ロープや敷物をはじめとした様々な製品に仕立てられる。場合によってはさらに染色されて最終的な製品となる。このような加工は主に女性の仕事である。
東南アジアでは、ニオイタコノキ（P. amaryllifolius）の葉は料理の香りづけに用いられ、ナシレマッのような飯・カレー料理から、カヤジャム（単にカヤとも）、パンダンケーキ、ビカアンボンなどのデザートまで、さまざまな料理に使われる。特にアイスクリームのようなデザートでは、チョコレートとあわせて提供されることが多い。インドネシア語やマレー語で “daun pandan”、中国語では“斑蘭”と呼ばれる。料理に使われる生の葉は、扱いやすいようにひも状に引き裂いて結び、鍋に入れ、料理の最後に取り出す。他にも乾燥品や葉の抽出液などが販売されている。
キューラ（“Kewra”もしくは“Kewadaa”）はアダンなどタコノキ属の植物の花を蒸留して作る抽出液で、インド料理において飲み物やデザートの風味付けに用いられる。また礼拝などの宗教的な行事に利用されるほか、インド西部では葉を装飾や芳香目的で髪飾りにもする。
沖縄県ではお盆の際にアダンを仏前に飾る。新芽や果実の柔らかい芯の部分を食用とすることもあったが、手間に見合うほどの食材ではないので、現在では八重山列島の精進料理をのぞいてほとんど利用されていない。
動物の中にもパンダナスを道具として利用するものがある。ニューカレドニアに生息するカレドニアガラス（Corvus moneduloides）は、パンダナス属の植物の葉を食いちぎって細い棒状にし、周縁の鋸歯を利用して朽木の中の虫を釣り上げる。

### 用途
東南アジアが主に食材として利用するのに対し、オセアニアの各地では、タコノキ属の植物のほとんど全ての部位をさまざまな用途で利用する。以下に例を挙げる。またハワイなどのポリネシア地域では、果実の繊維をブラシやデンタルフロスに利用する。ポリネシア地域で葉は腰蓑、アウトリガーカヌー、航海カヌー、茅葺に利用される。
- 食材
- 家屋の建材
- 衣服や織物、"Dillybag"（アボリジニのかばん）、"‘ie toga"（サモアの織物）などの工芸品
- 医薬品
- インテリア
- 漁業（イセエビ漁など[4]）
- 宗教行為

### 土地や言語別の呼称
- チャモロ語：åkgak（P. tectorius）, påhong (P. dubius), kafo', paingut, akå'on
- 中国語（広東語）：斑蘭 Baan laahn, 稱香蘭 Chan heung laahn, 七葉蘭 Chat yihp laahn, 香林投 Heung lahm tauh
- 中国語（北京官話）：斑兰（斑蘭）bānlán, 稱香蘭 chènxiānglán, 七葉蘭 qīyèlán, 香林投 xiānglíntóu
- ディベヒ語（モルディブ）：Kashi'keyo
- ハワイ語：Hala, Kumu Pū Hala
- ヒンディー語：Kewdaa or Kewra, Rampe
- インドネシア語：Pandan
- 日本語：アダン、ニオイアダン、タコノキ、ニオイタコノキ、パンダナス
- パンパンガ語：Pandan (P. amaryllifolius), Pandan Lalaqui (P. utilis)
- クメール語：Taey
- ラーオ語：Tey Ban, Tey hom
- マレー語：Pandan Wangi
- マラヤーラム語：Kaitha
- マラーティー語：Ambemohor pat, Kewdaa, Rampe
- マーシャル語：Pob
- ペルシア語：کادی (Kādì)
- フィリピン語：Pandan
- ラロトンガ語：'Ara, Inano
- サモア語：Fala
- シンハラ語：Rampe
- タガログ語：Pandan, Kalagimi (P. simplex), Alasas (P. radicans)
- タヒチ語：Fara, Hinano
- タイ語：ใบเตย, เตยหอม, เตย, Panae-wo-nging, Bai Toey, Toey-hom, Toey
- トンガ語：Fā[5]
- ベトナム語：Cây cơm nếp, dứa thơm, lá dứa

（この節の参考文献）

## 写真

### 木全体

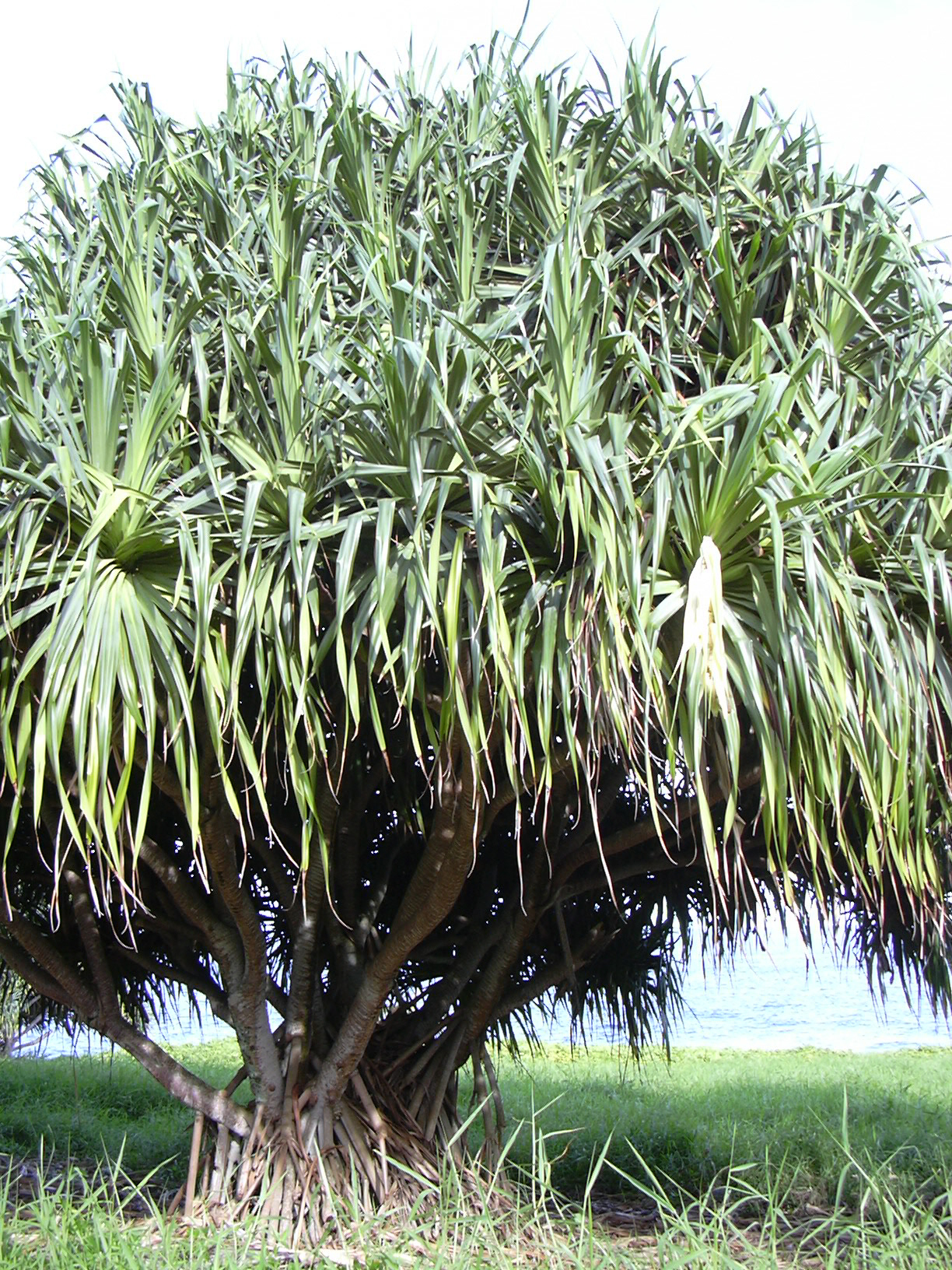
P. tectorius
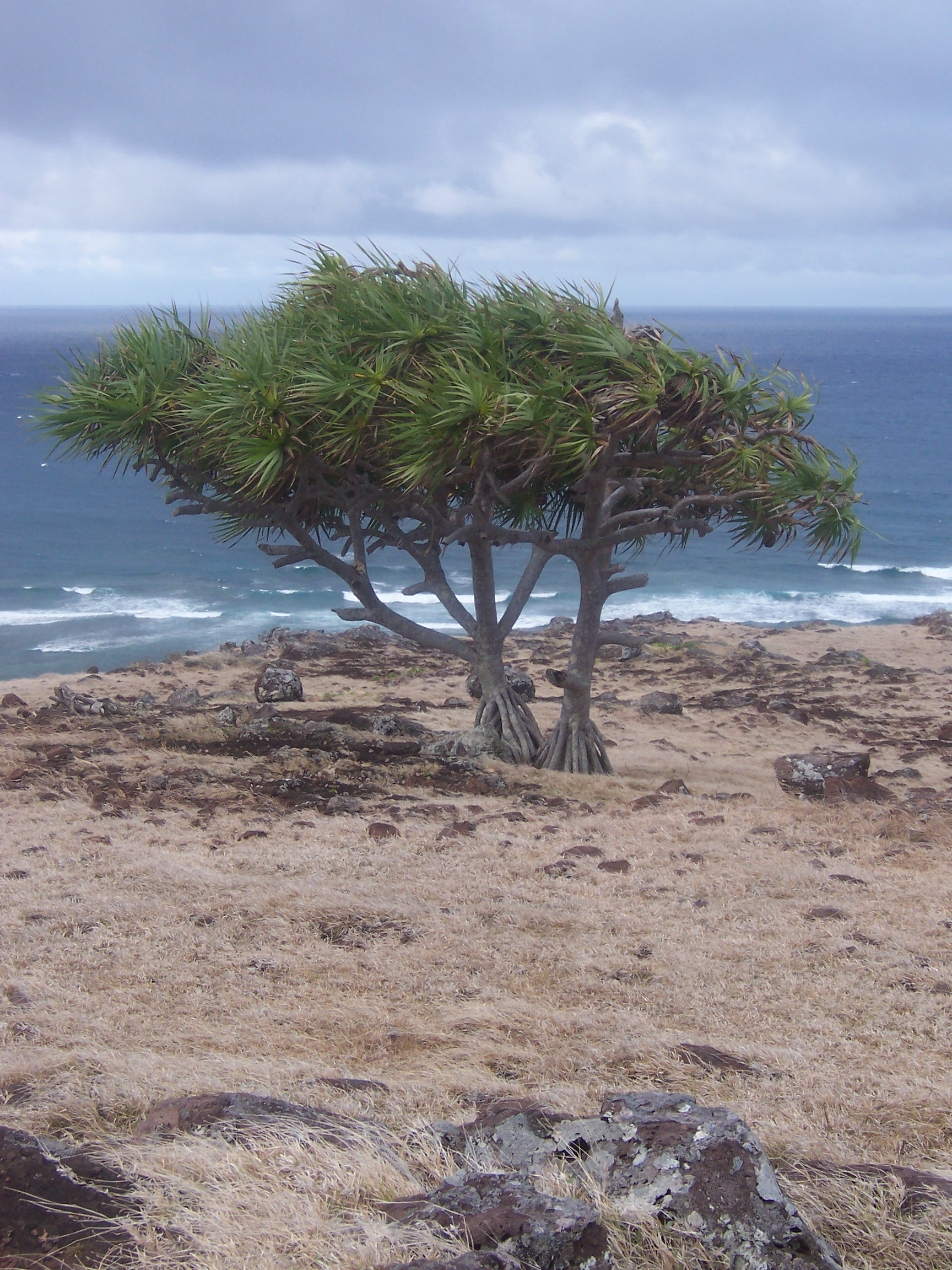
P. heterocarpus
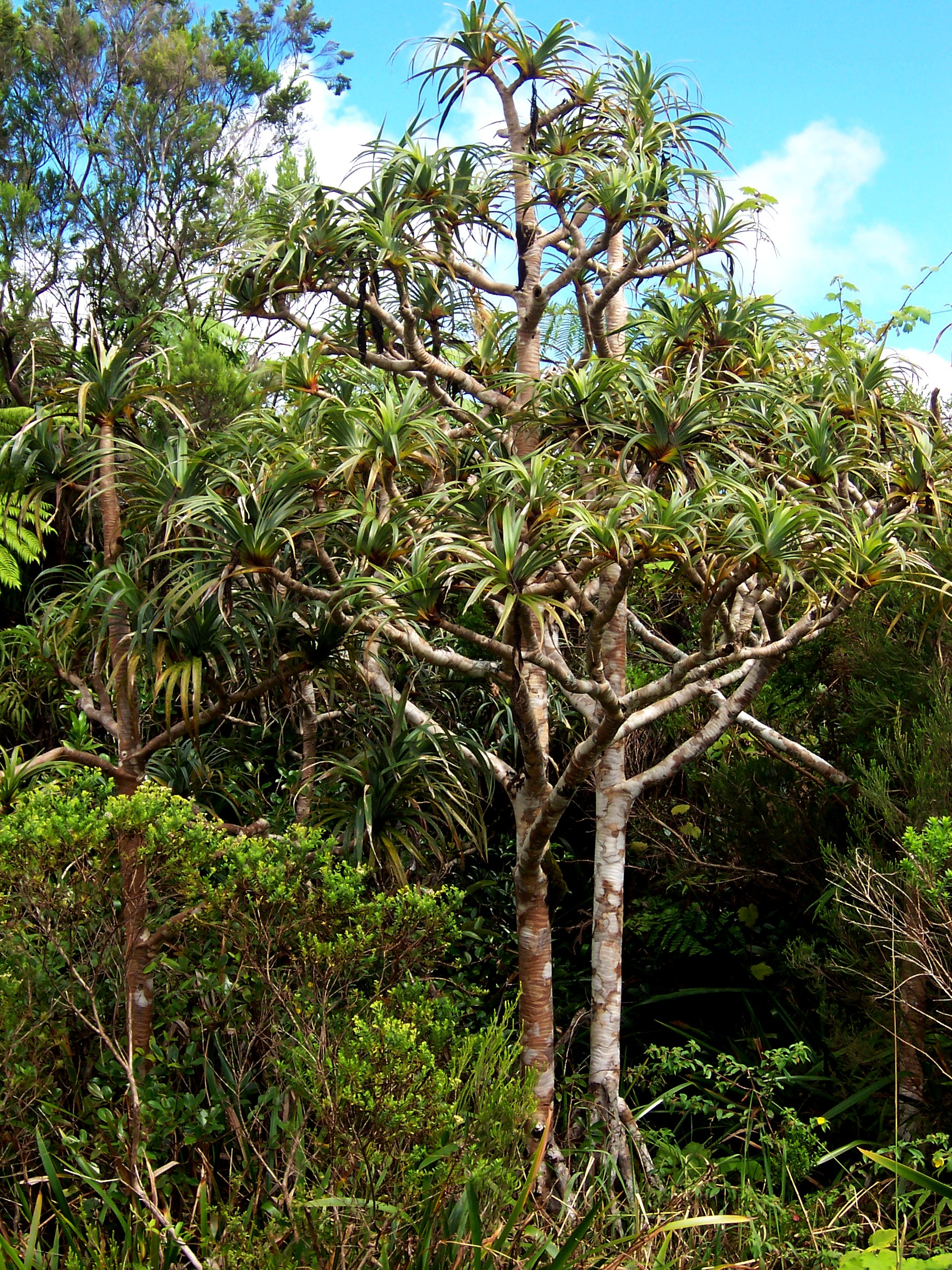
P. montanus
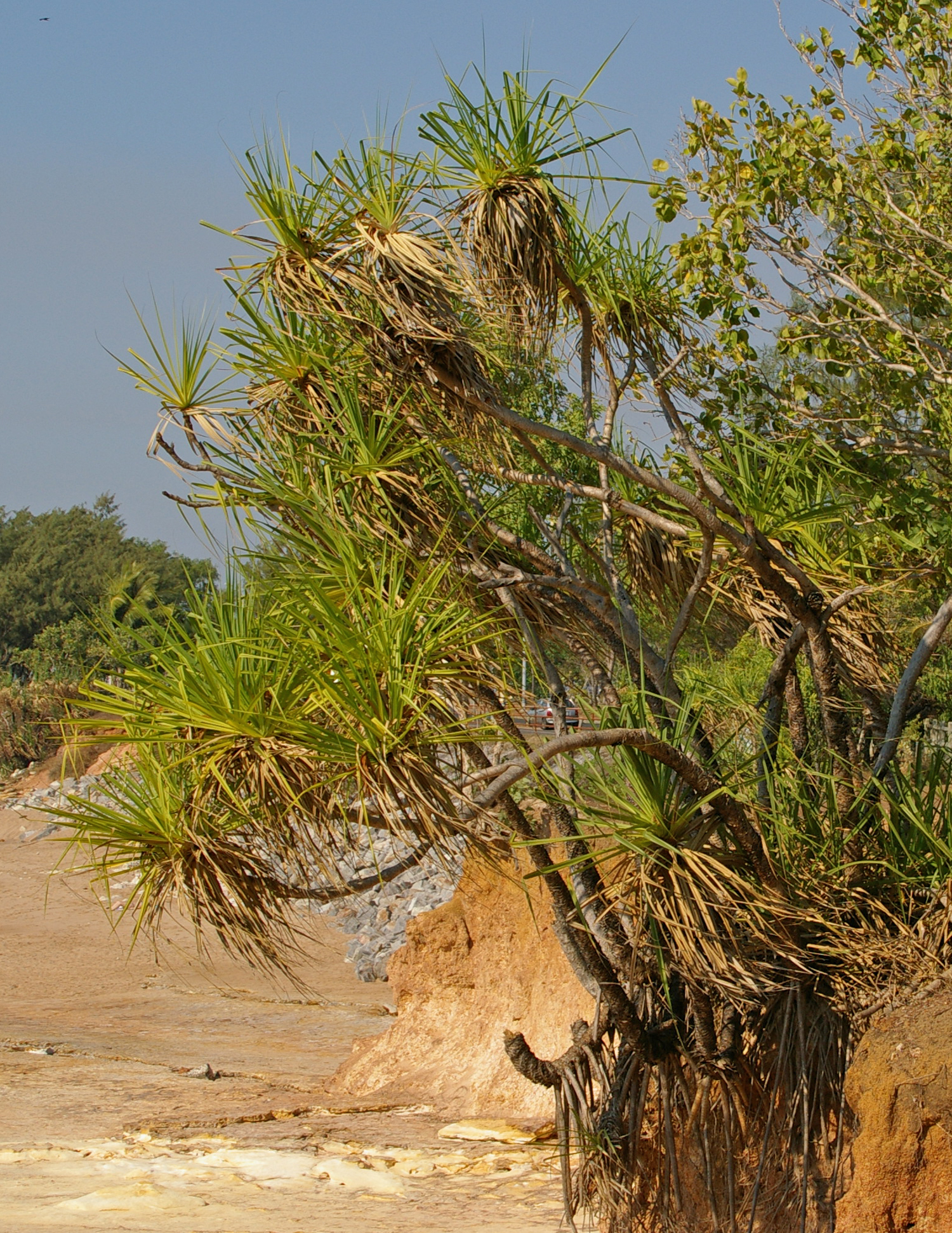
P. spiralis

### 果実

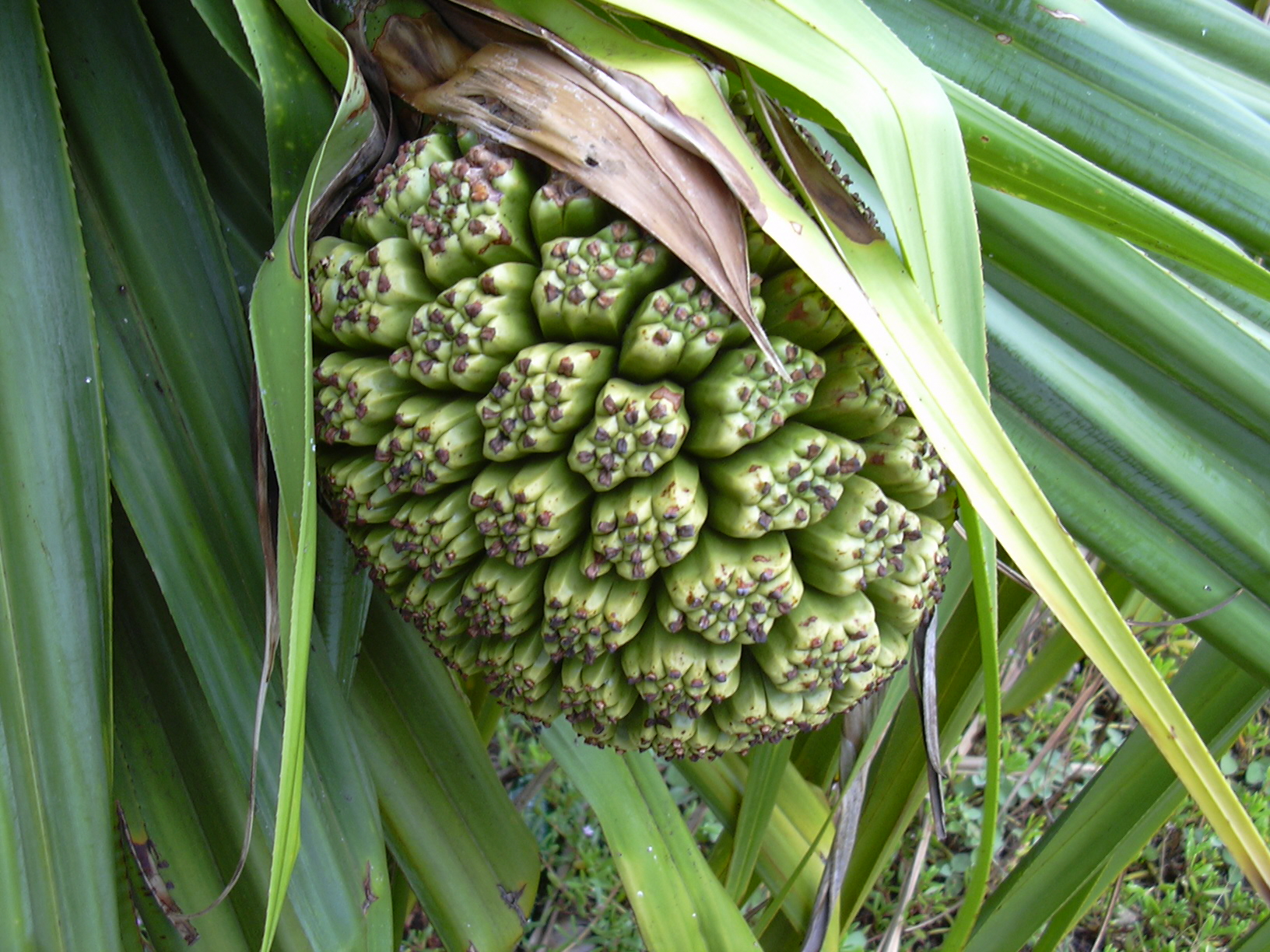
P. tectorius の果実
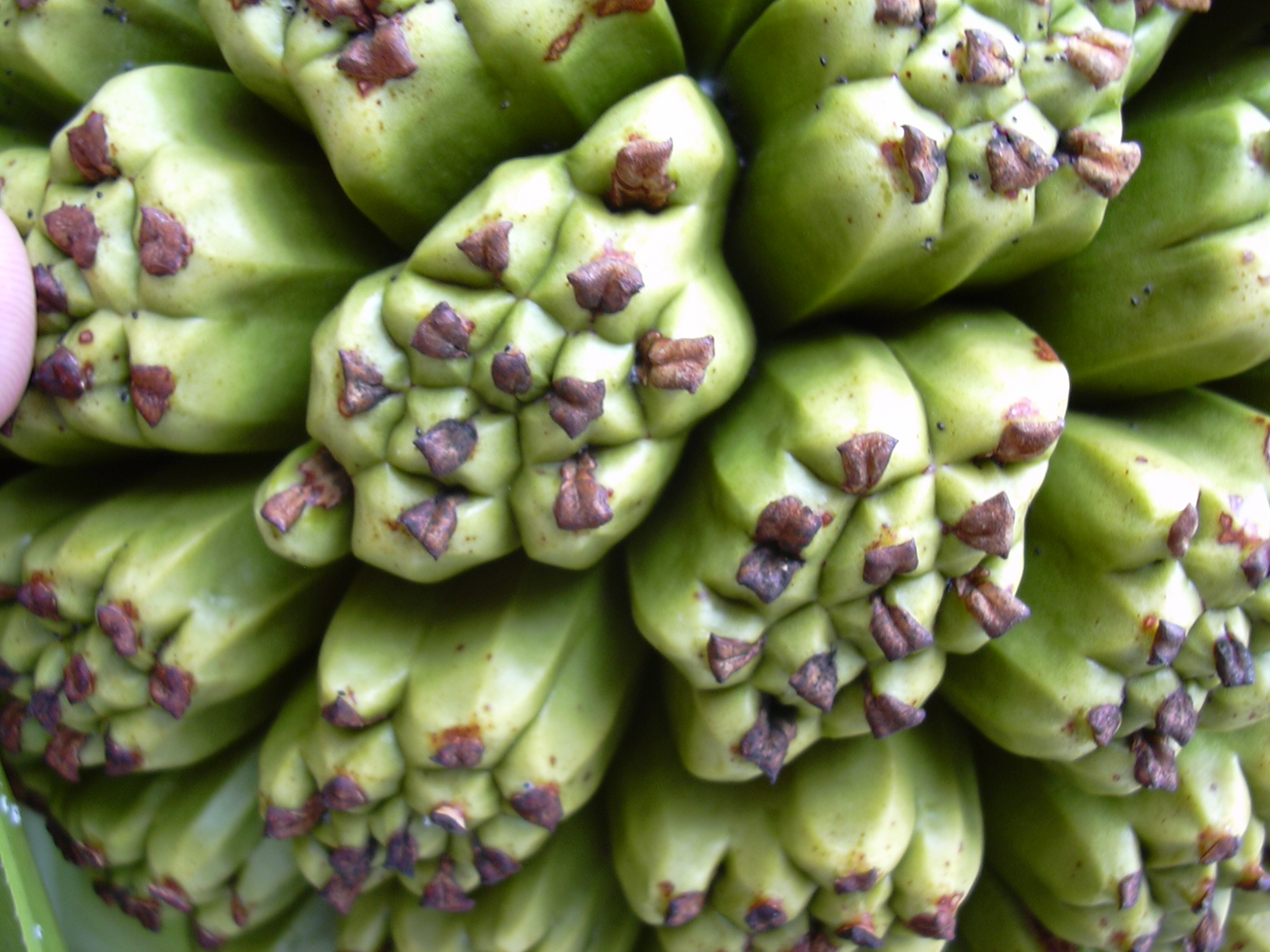
左図拡大
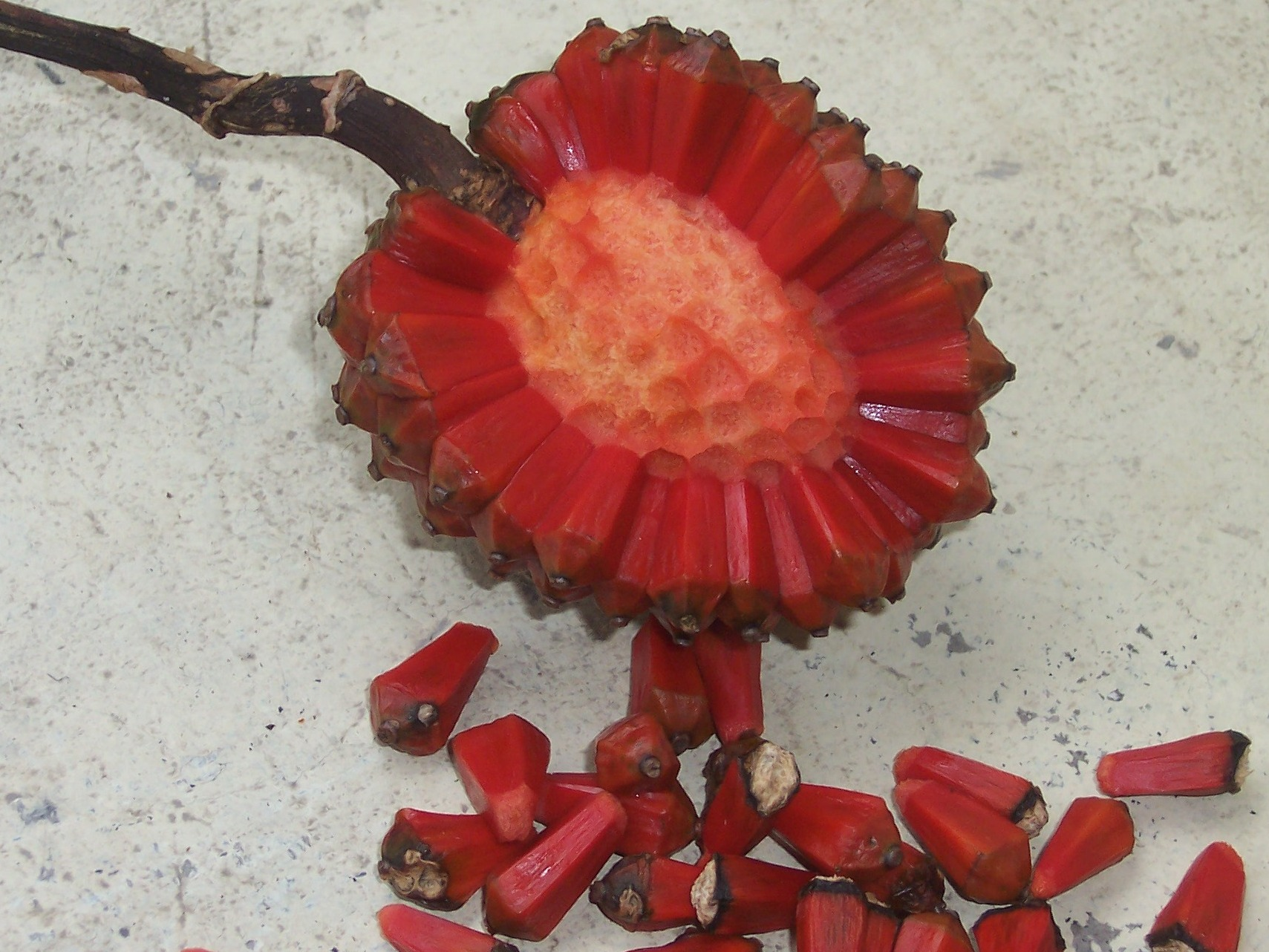
成熟した P. montanus の果実
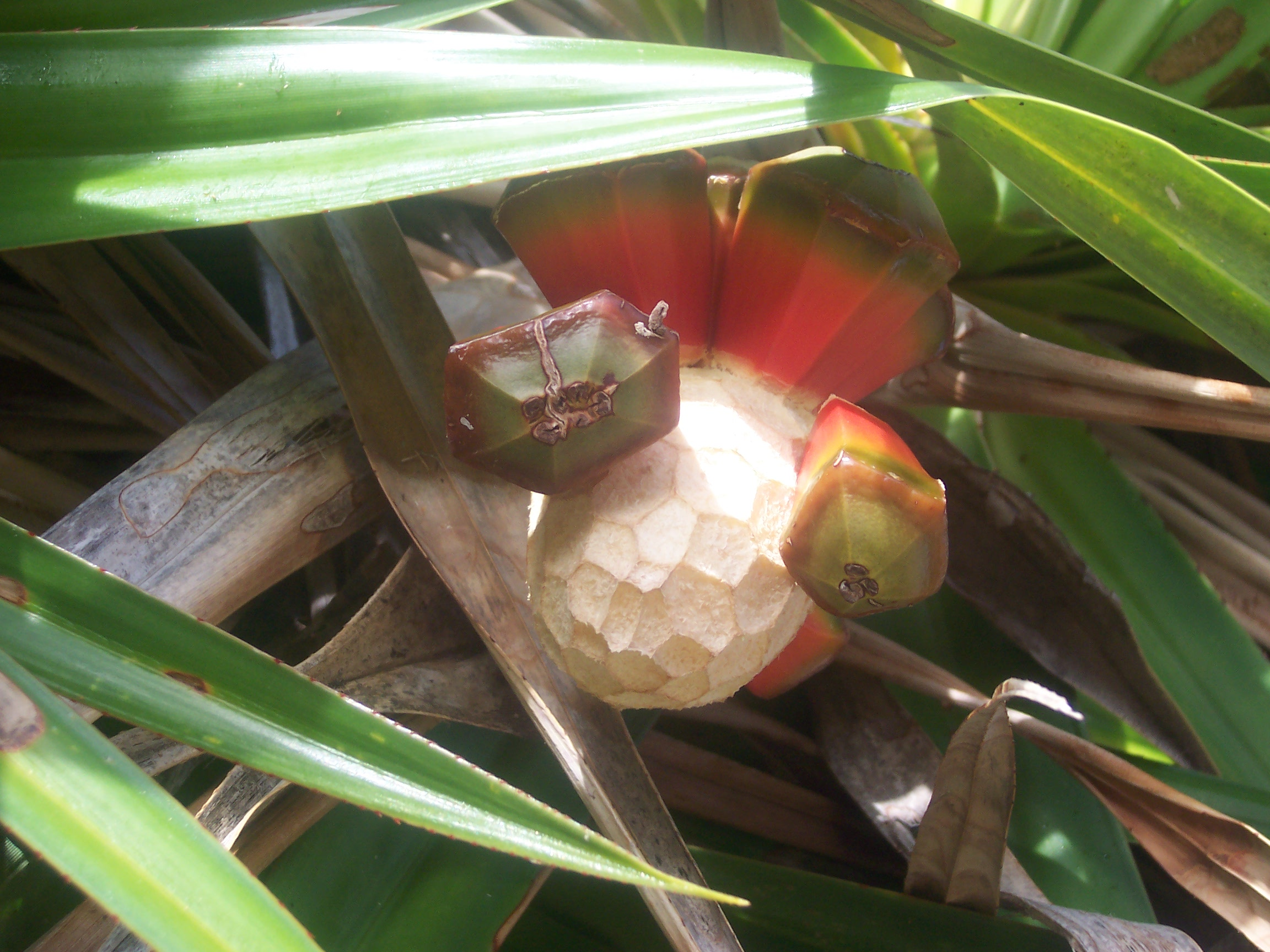
一部脱落した P. heterocarpus の果実

### 支柱根

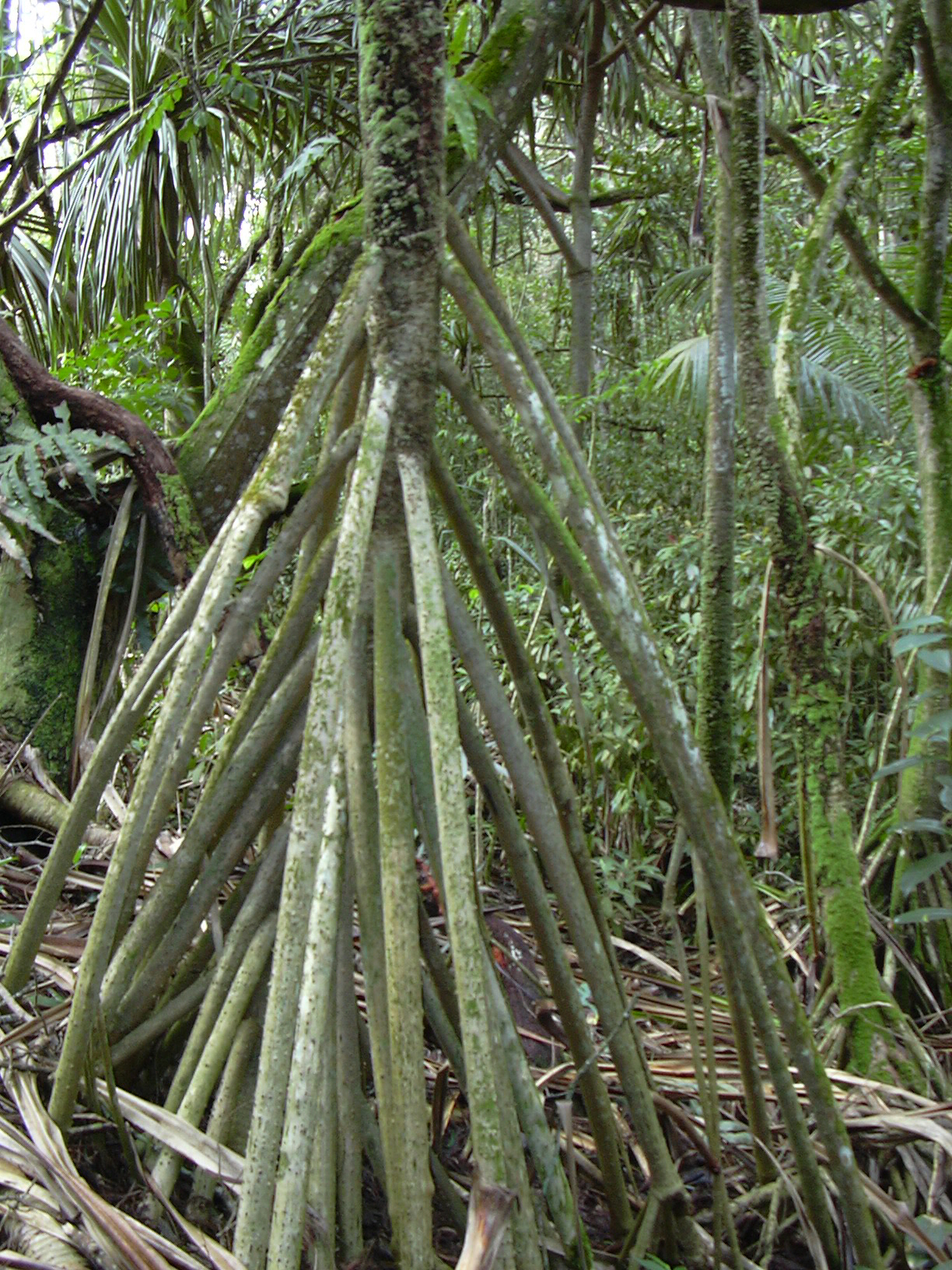
P. tectorius
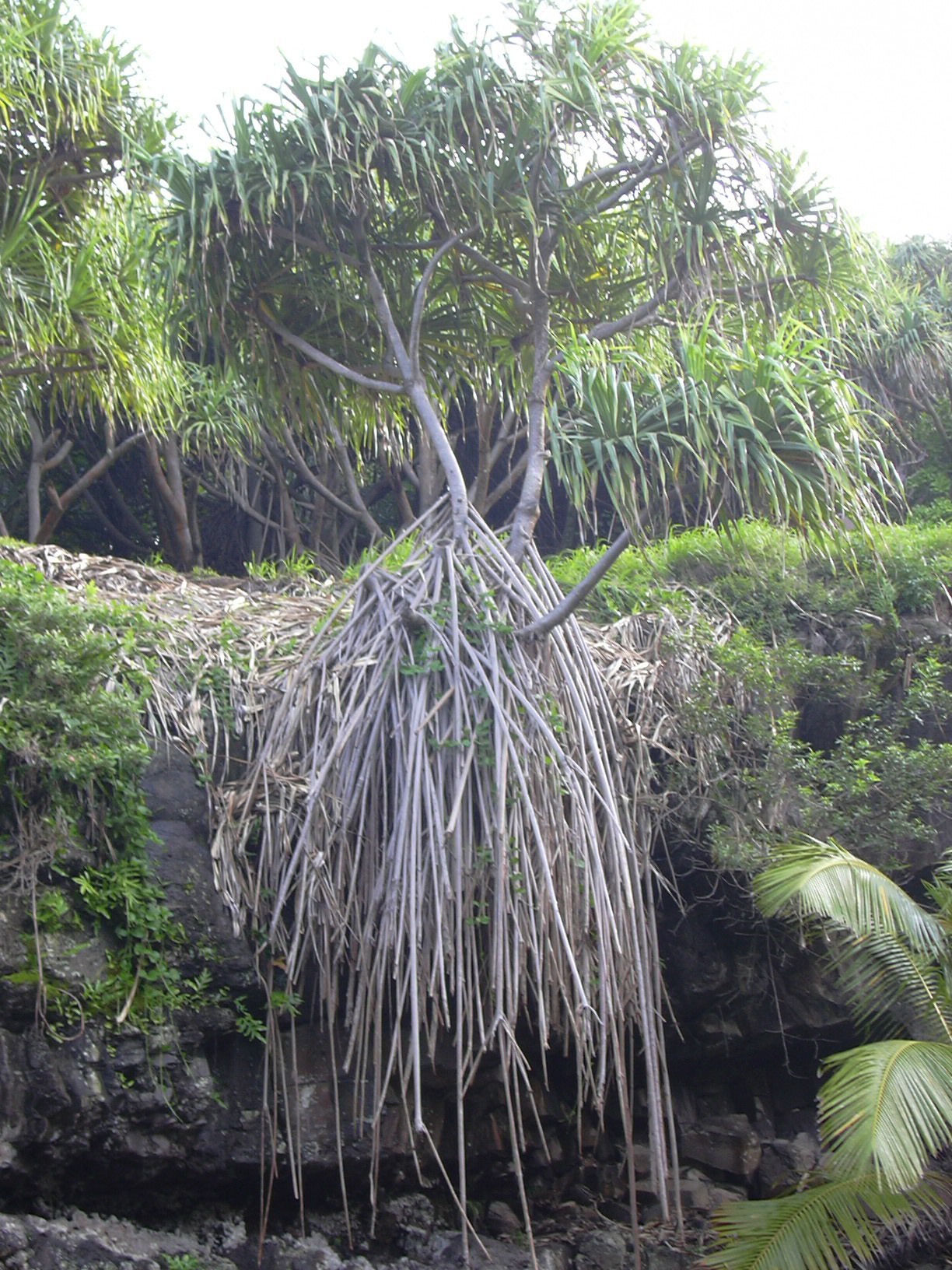
P. tectorius
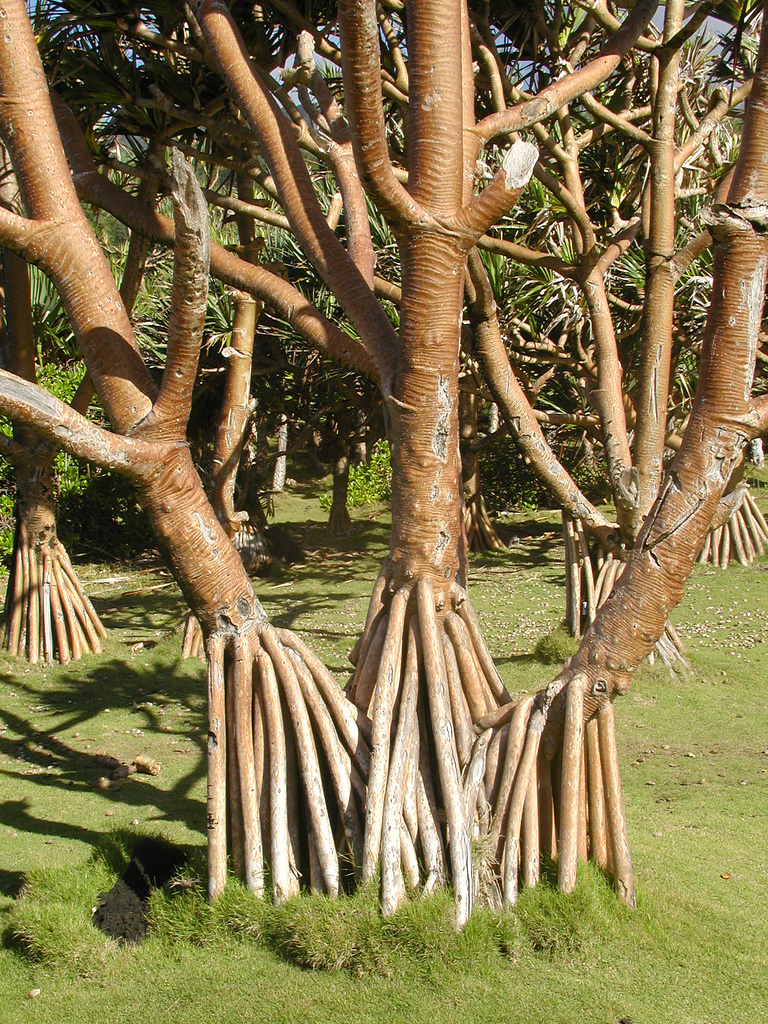
P. utilis
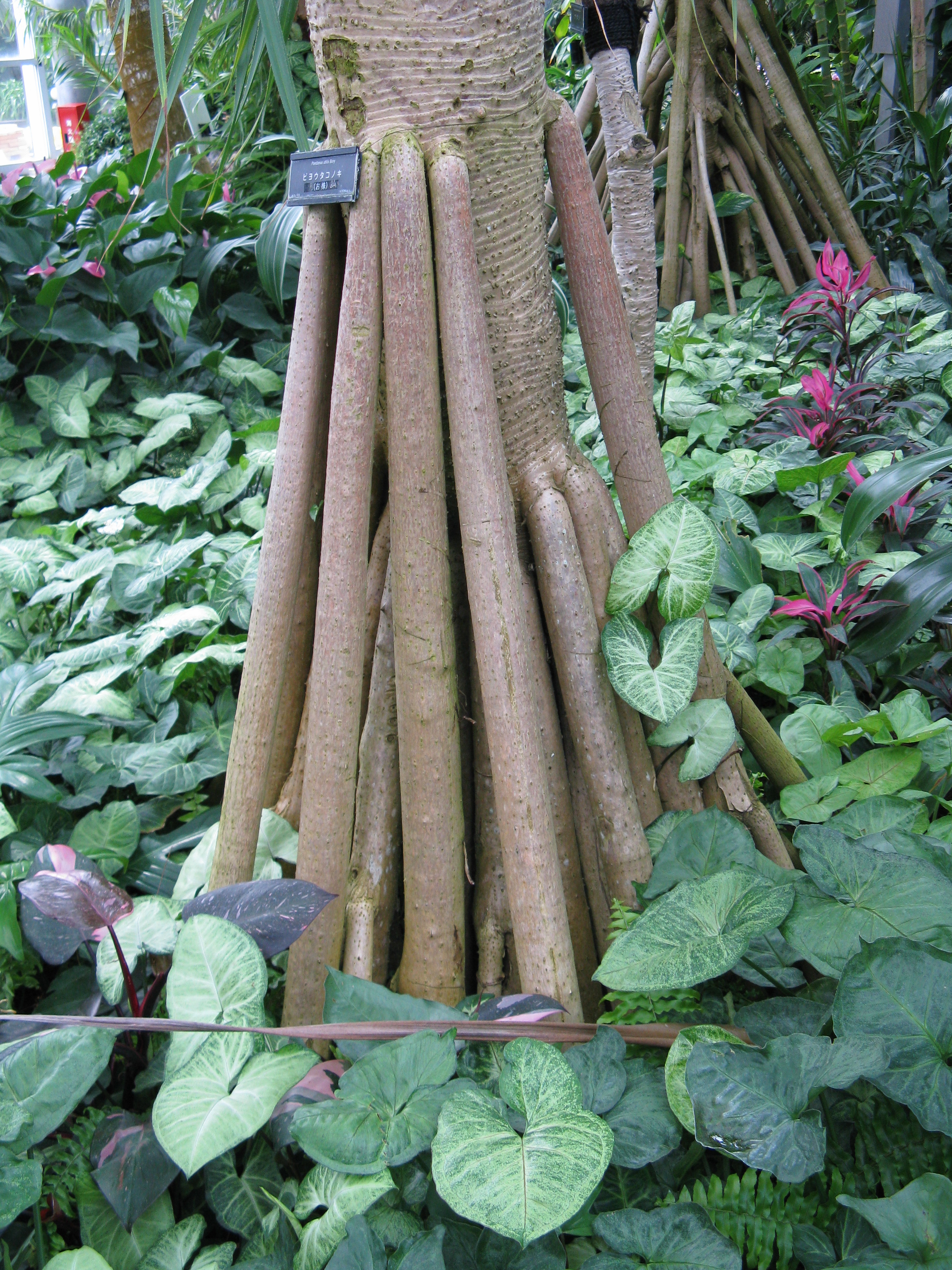
P. utilis（屋内、咲くやこの花館）

### その他

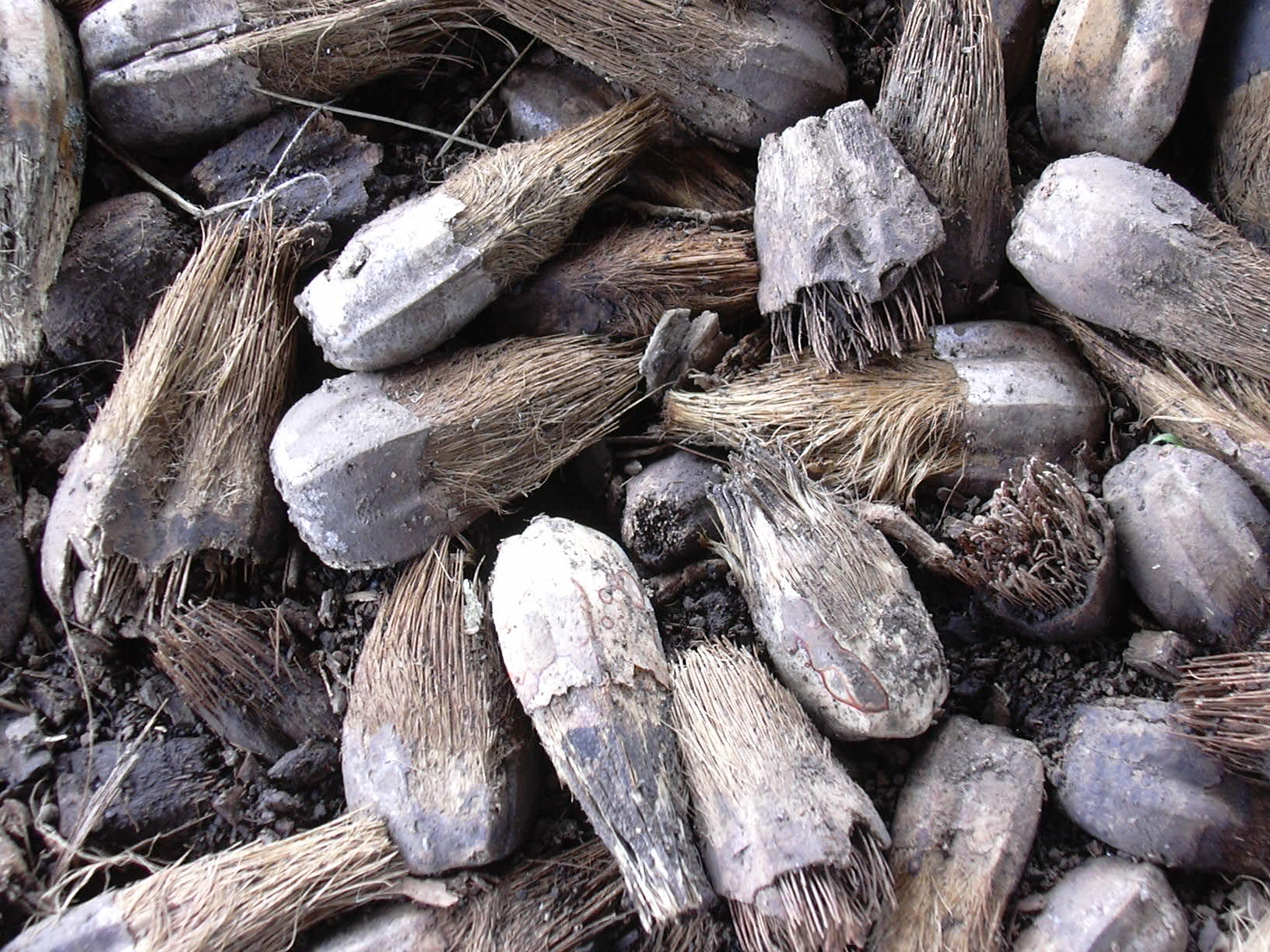
P. tectorius の乾燥した果実
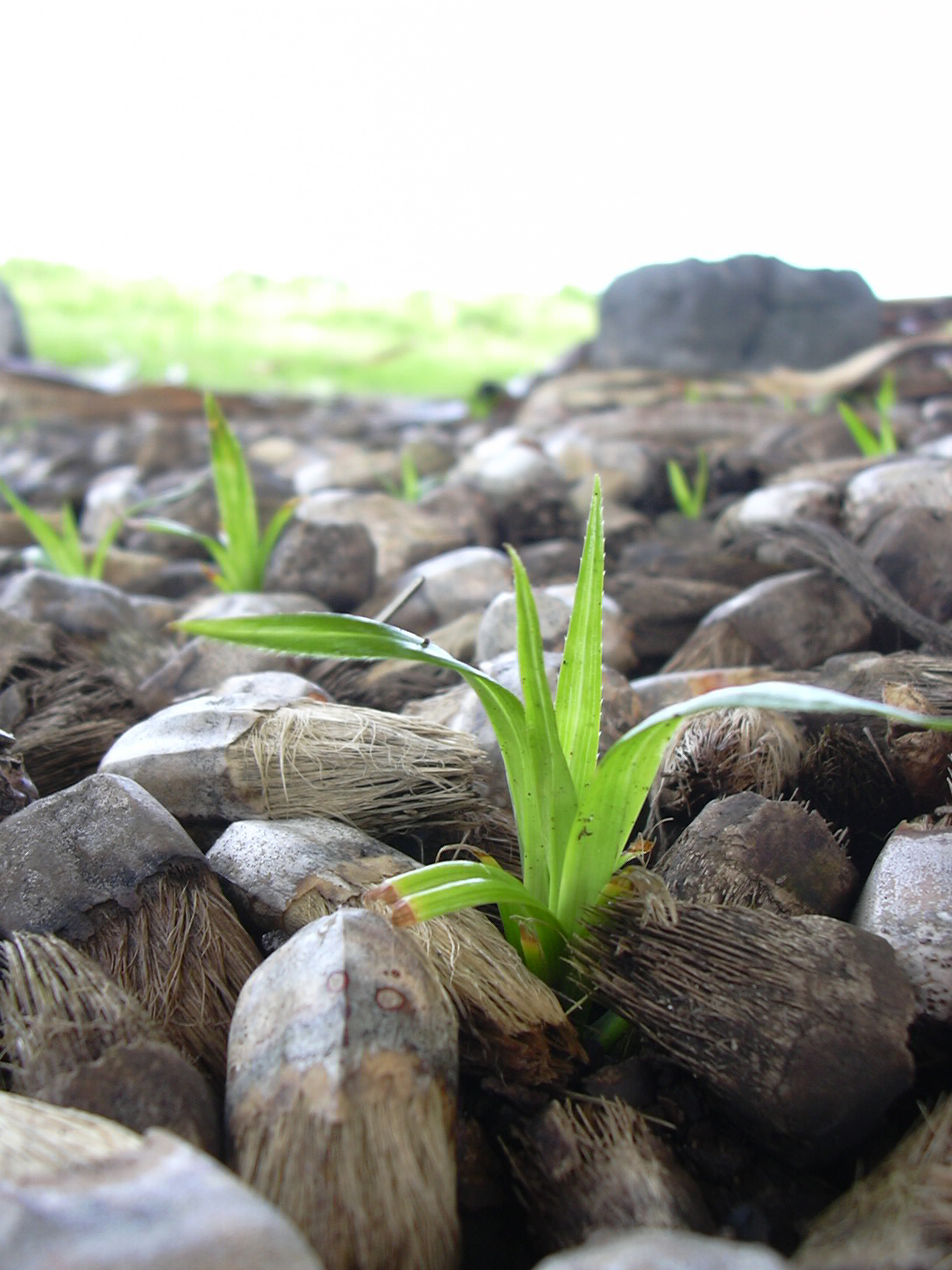
果実からの芽生え（P. tectorius）
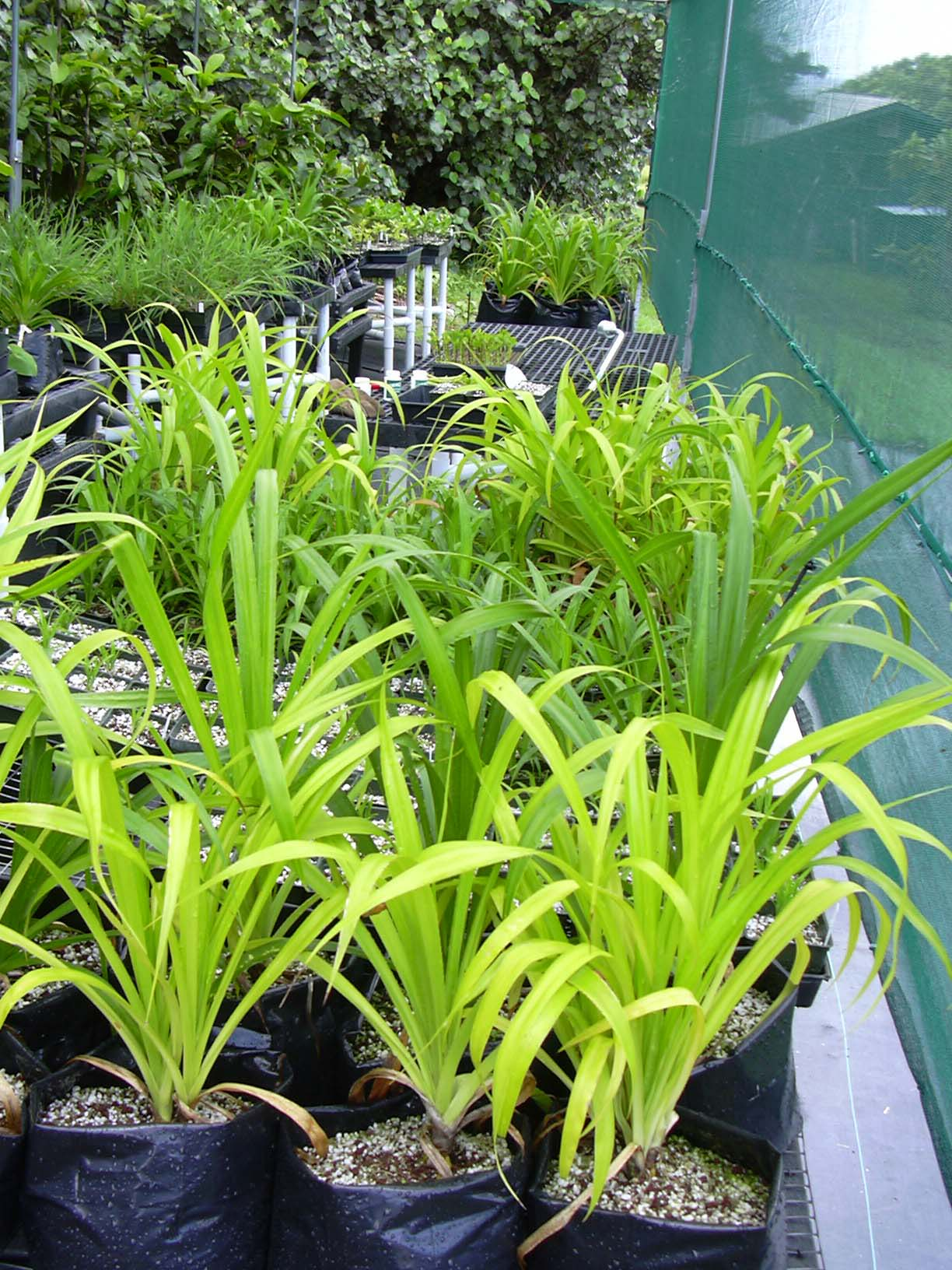
栽培される P. tectorius
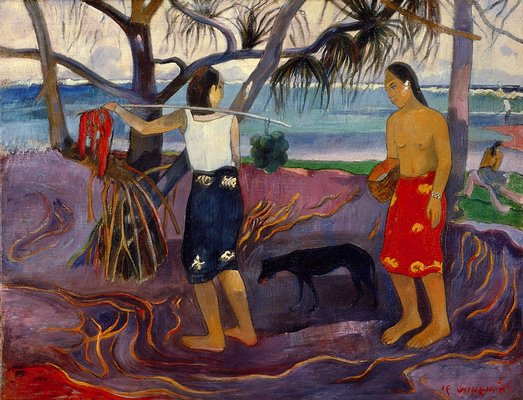
ゴーギャンによる油彩 "Raro te Oviri Sous les pandanus"